# Sheffield

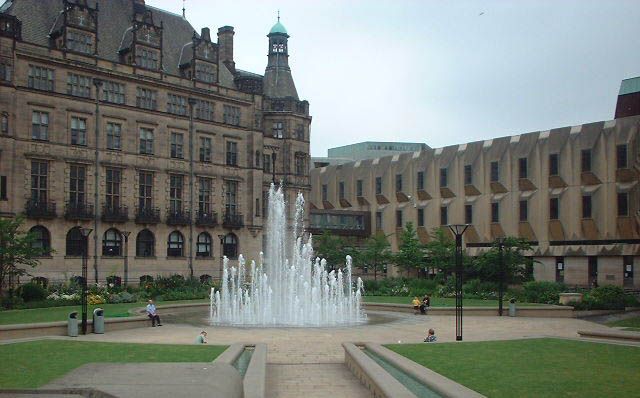
Peace Gardens

Sheffield – miasto w północnej Anglii w hrabstwie metropolitalnym South Yorkshire, w dystrykcie metropolitalnym Sheffield. W 2001 roku miasto liczyło 439 866  mieszkańców, co czyni je piątym co do wielkości miastem w Anglii. Dawniej miasto silnie uprzemysłowione, które dzisiaj bardziej przemienia się w akademickie. Uniwersytet w Sheffield (University of Sheffield) może się pochwalić 6 noblistami. Sheffield jest wspomniane w Domesday Book (1086) jako Escafeld/Scafeld.

## Położenie
Około 1/3 miasta znajduje się w obrębie parku narodowego Peak District, przez co Sheffield postrzegane jest jako jedno z najbardziej zazielenionych miast Anglii (150 lesistych terenów i 50 parków).
Sheffield położone jest w naturalnym półkolu otoczonym 7 wzgórzami i u zbiegu 5 rzek (Don, Sheaf, Rivelin, Loxley i Porter).
Sheffield posiada 2 uniwersytety: University of Sheffield i Sheffield Hallam University. W obu łącznie studiuje około 45 tys. studentów, w tym wielu z Dalekiego Wschodu.
W Sheffield urodził się wokalista rockowy i popowy Joe Cocker. W mieście tym powstały takie zespoły jak Deff Leppard, Pulp, Arctic Monkeys, Bring Me the Horizon, The Human League i Moloko.

## Gospodarka
W mieście rozwinął się przemysł maszynowy, zbrojeniowy, metalowy, elektrotechniczny, precyzyjny, odzieżowy oraz spożywczy.

## Sport
W 1857 założony został w Sheffield pierwszy klub piłkarski na świecie, a obecnie najstarszy ciągle istniejący klub piłkarski Sheffield F.C. Dziś w angielskiej lidze grają 2 kluby z tego miasta: Sheffield United F.C. i Sheffield Wednesday F.C. (w Championship – 2 liga).
Od 1977 odbywają się tutaj mistrzostwa świata w snookerze. W 1991 Sheffield gościło uniwersjadę.
W lipcu 2011 roku (14-19) rozegrane zostały Mistrzostwa Europy w szermierce. Równocześnie odbyły się zawody Mistrzostw Europy dla szermierzy na wózkach.
W mieście znajduje się także siedziba zespołu Formuły 1 – Virgin Racing.

## Polacy i Polonia
Miasto zamieszkuje znaczna liczba Polaków z zarówno starej (powojennej), jak i nowej emigracji. Do roku 2008 znajdował się tu Konsulat Honorowy RP. Do 2006 roku działał w Sheffield polski klub (ex-servicemen club). Działa też Polska Szkoła Sobotnia im. Generała Andersa przemianowana z im. Tadeusza Czackiego.

## Transport
W mieście znajduje się stacja kolejowa Sheffield Midland.

## Miasta partnerskie
- Anshan, Chińska Republika Ludowa
- Bochum, Niemcy
- Donieck, Ukraina
- Esteli, Nikaragua
- Kawasaki, Japonia
- Kitwe, Zambia
- Kotli, Pakistan
- Pittsburgh, Stany Zjednoczone